# Veľké Licierovo
Velké Licierovo (polsky Wielkie Rycerowe) je levobočný závěr Zadní Tiché doliny ve Vysokých Tatrách. Je to rozsáhlá kotlina pod Velkou kopou, ohraničená od západu horní částí jejího severozápadního ramene, severovýchodním ramenem Velké Licierovej Magury a Licierovou kopou a od východu severním ramenem Velké Garajovej kopy a Zadní Licierovou kopou. Je to velmi strmá dolina. 
Dno doliny i úbočí doliny v horní části jsou travnaté, porostlé kosodřevinou. Horní část doliny tvaroval ledovec. V dolní části přechází do žlabu, kterým protéká Velký Licierov potok. V zimě padají do doliny velké laviny.
V dávných dobách dolina byla vypásaná pastevci z Liptovské Kokavy. Od 1948 je chráněnou přírodní rezervací.

## Název
Je nejasného původu. Pravděpodobně je však zkomolenou odvozeninou z osobního jména některého z někdejších pastevců. 

## Turistika
Dolina není přístupná pro turisty.